# Johann von Wedell
Johann von Wedel (* Mai 1679 in Steinbusch bei Woldenberg; † Juli 1742 in Kuttenberg) war ein preußischer Generalmajor sowie Chef des gleichnamigen Infanterieregiments.

## Leben

### Herkunft
Johann war der Sohn des Amtskommissars Rüdiger Christian von Wedel (1645–1715) und dessen Ehefrau Benigna Louise. Sein Vater war Herr auf Steinbusch, Horst, Werder und Springe.

### Militärkarriere
Wedel trat 1696 in kurbrandenburger Dienste und kam zum Infanterieregiment „von Brandenburg“. Dort wurde er 1701 Sekondeleutnant. Er nahm während des Spanischen Erbfolgekriegs an den Schlachten bei Höchstädt, Cassano, Turin und Calcinato sowie den Belagerungen von Namur, Kaiserswerth, Rheinbergen, Landau in der Pfalz, Pizzighettone, Toulon, Susa, Exille und Fenestrelle teil. Bis Ende November 1713 avancierte Wedell zum Major. Als solcher war er 1715/16 im Feldzug gegen Schweden an den Belagerungen von Wismar und Stralsund beteiligt. Nach seiner Beförderung zum Oberstleutnant wurde Wedell Anfang Januar 1723 in das neuerrichtete Regiment „von der Mosel“ versetzt und Ende Oktober 1723 zum Kommandeur dieses Regiments ernannt. 1730 wurde er Oberst und erhielt 1739 das Regiment „von der Goltz“ in Magdeburg. 1741 erhielt Wedell seine Beförderung zum Generalmajor. In der Schlacht bei Chotusitz am 17. Mai 1742 wurde er am Kopf und an der rechten Lende schwer verletzt. Er kam nach Kuttenberg, wo er aufgrund seiner Verletzungen starb.

### Familie
Seine Frau war Christina Elisabeth, Tochter von Ewald Friedrich von Güntersberg aus dem Haus Kallies und Margaretha Ursula, geborene von Zitzewitz (* 26. August 1680; † 13. Januar 1758). Das Paar hatte folgende Kinder:
- Christine Apollonia Johanna (1729–1790) ⚭ 1745 Johann Rüdiger von der Goltz (1706–1765)
- Ewald Friedrich (1720–1784) ⚭ 1751 Johanna Friederike von der Goltz (1732–1805)
- Johanne Margarethe Elisabeth

⚭ Ewald Friedrich von Kleist (1718–1759), Oberstleutnant
⚭ von Modena, kaiserlicher Fähnrich